# 이성봉
이성봉(李聖鳳, 1900년 7월 4일-1965년 8월 2일)은 대한민국의 목사이며 유명한 성결교회의 부흥사였다. 1900년 7월 4일 평남 강동군 간리에서 감리교 권사 아버지 이인실과 어머니 김진실의 장남으로 출생했다. 이성봉 목사의 집에 복음이 들어온 것은 1905년 그가 여섯살 때였다. 철저한 기독교신자였던 어머니로부터 신앙교육을 받았다. 당시 유명한 부흥사 김익두 목사가 시무하는 황해도 신천교회에서 신앙생활을 하면서 교회 부속인 경신소학교를 졸업하였으나 경제적인 어려움으로 학업을 중단했다. 1919년 3·1운동 당시 대동단이라는 독립단체에서 활동하다가 발각되어 유치장에 구속되었다. 1925년 경성성서학원(현 서울신학대학교)에 입학해, 3년 동안 수학하면서 이명직 목사의 영향을 받았다.

## 활동
1928년 경성성서학원 졸업 후 경기도 수원교회를 1928년 3월 28일 개척하여 성장시켰고, 그 뒤에는 1931년 3월 전라남도 목포의 목포교회(現 북교동교회)와 평안북도 1936년 4월 신의주의 신의주교회(후에 '신의주동부교회'로 교회명 변경)에서 목회하였다. 1932년 3월 제4회 연회에서 목사 안수를 받았다. 1937년 12월 제1회 연회에서 교단본부는 전국 순회부흥목사제도를 만들었는데, 그 담당자로 이성봉이 임명되었다. 일제 말 신사참배를 피하기 위해서 일제의 탄압이 조선만큼 심하지 않았던 만주로 가서 사역을 시작하였다. 해방이 되자 이성봉은 즉시 귀국하였고, 북한에서 교회 재건활동을 진행했다. 하지만 공산주의 치하에서는 신앙생활을 할 수 없다고 판단하여 1946년 3월 월남하였다. 6·25전쟁 이후 부흥사로서 고아원, 나환자촌을 돌아다녔고, 경찰서와 군대를 순회하면서 종교 활동을 했다. 그 외에도 1954년 5월부터 임마누엘 특공대를 조직해서 전국의 어려운 교회를 찾아다니며 순회 부흥집회를 인도했고, 1957에는 희년전도대를 조직하여 전국의 대형교회를 중심으로 전도대회를 개최해 새로운 교회를 개척하도록 했다. 아울러 1961년 성결교회가 이념의 차이로 인해서 분열하자 이것을 극복하기 위해서 전국교회를 매일 순회하며 그들에게 합동할 것을 권유하기도 했다. “한국의 무디”라는 별명이 있었던 그는 1965년 8월 2일 별세하였다.

## 같이 보기
- 이용도
- 박재봉
- 신비주의
- 기독교대한성결교회
- 예수교대한성결교회

## 참고 문헌
- 『이성봉목사의 부흥운동 조명』(이성봉목사 탄신 100주년 기념사업위원회, 생명의 말씀사, 2000)
- 『말로 못하면 죽음으로』(이성봉, 생명의 말씀사, 1993)